# تيدي نسبيت
تيدي نسبيت (بالإنجليزية: Teddy Nesbitt)‏ هو لاعب كرة قدم بريطاني في مركز الدفاع، ولد في 6 سبتمبر 1993 في هام الشرقية في المملكة المتحدة. لعب مع بيليريكاي تاون وكونكورد رينجرز ونادي أفيلي ونادي ساوثيند يونايتد.

## وصلات خارجية
- تيدي نسبيت على موقع قاعدة بيانات كرة القدم.إي يو (الإنجليزية)
- تيدي نسبيت على موقع Soccerbase.com (لاعب) (الإنجليزية)
- تيدي نسبيت على موقع Soccerway.com (الإنجليزية)